# Cacomistle
Cacomistle(/ˈkækəˌmɪsəl/; danh pháp hai phần: Bassariscus sumichrasti), đôi khi được viết là cacomixtle, là một loài động vật ăn tạp trong họ Gấu mèo, bộ Ăn thịt. Loài này được Saussure mô tả năm 1860. Phân bố theo môi trường khí hậu ẩm ướt, nhiệt đới, rừng xanh quanh năm hoặc rừng cao nguyên.

## Hình ảnh

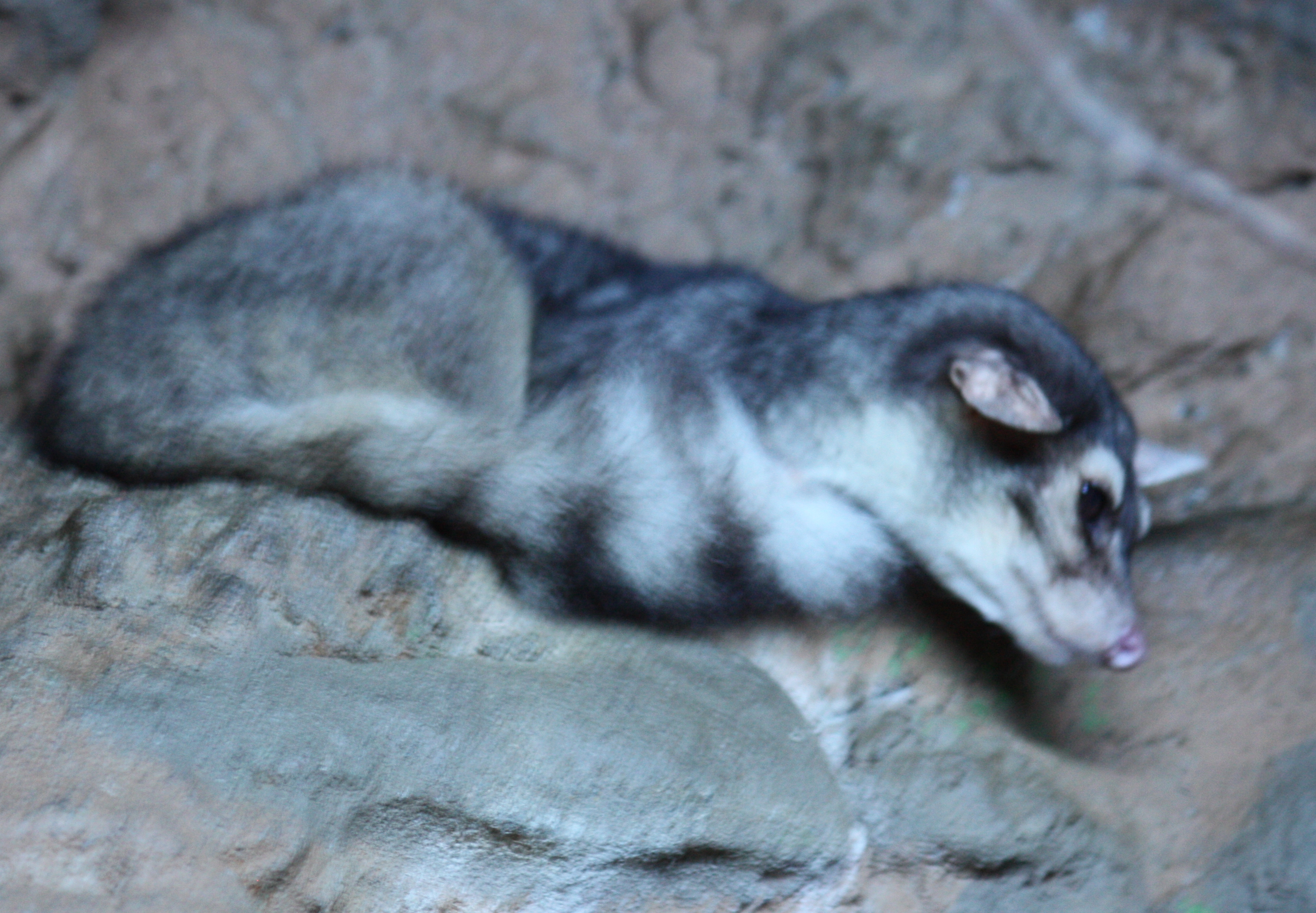